# Andrena limbata
Andrena limbata là một loài Hymenoptera trong họ Andrenidae. Loài này được Eversmann mô tả khoa học năm 1852.